# Pibor
Rijeka Pibor (eng. Pibor River} ili River Pibor) je rijeka u istočnom dijelu Južnog Sudana, koja dijelom čini granicu Južnog Sudana s Etiopijom. Od svog izvora blizu grada Pibor Post teče u smjeru sjevera 320 km, gdje sutokom s rijekom Baro tvori rijeku Sobat , pritok Bijeloga Nila.
Površina porječja iznosi 10000 km2, a prosječni istjek vode je 98 m3/s. 

## Pritoci
Rijeka Pibor u svojem toku prima mnogo manjih potoka i rječica, od kojih se samo nekoliko može istaknuti veličinom i snagom protoka vode. Kod mjesta Pibor Post Britanci su 1912. izgradili Tvrđavu Bruce radi zaštite same rijeke. Rijeka je sama po sebi važna jer osigzrava čistu i pitku vodu, koju su Britanci svakako željeli kontrolirati. Pibor teče prema sjeveru, primajući rijeku Akobo u blizini istoimenog južnosudanskog grada. Nastavljajući sjeverno Pibor prima rijeke Gilo i Bela kao desne pritoke. Udružujući se s rijekom Baro čini rijeku Sobat.

## Vanjske poveznice
|  | Zajednički poslužitelj ima još gradiva o temi Pibor |